# Carsten Hansen

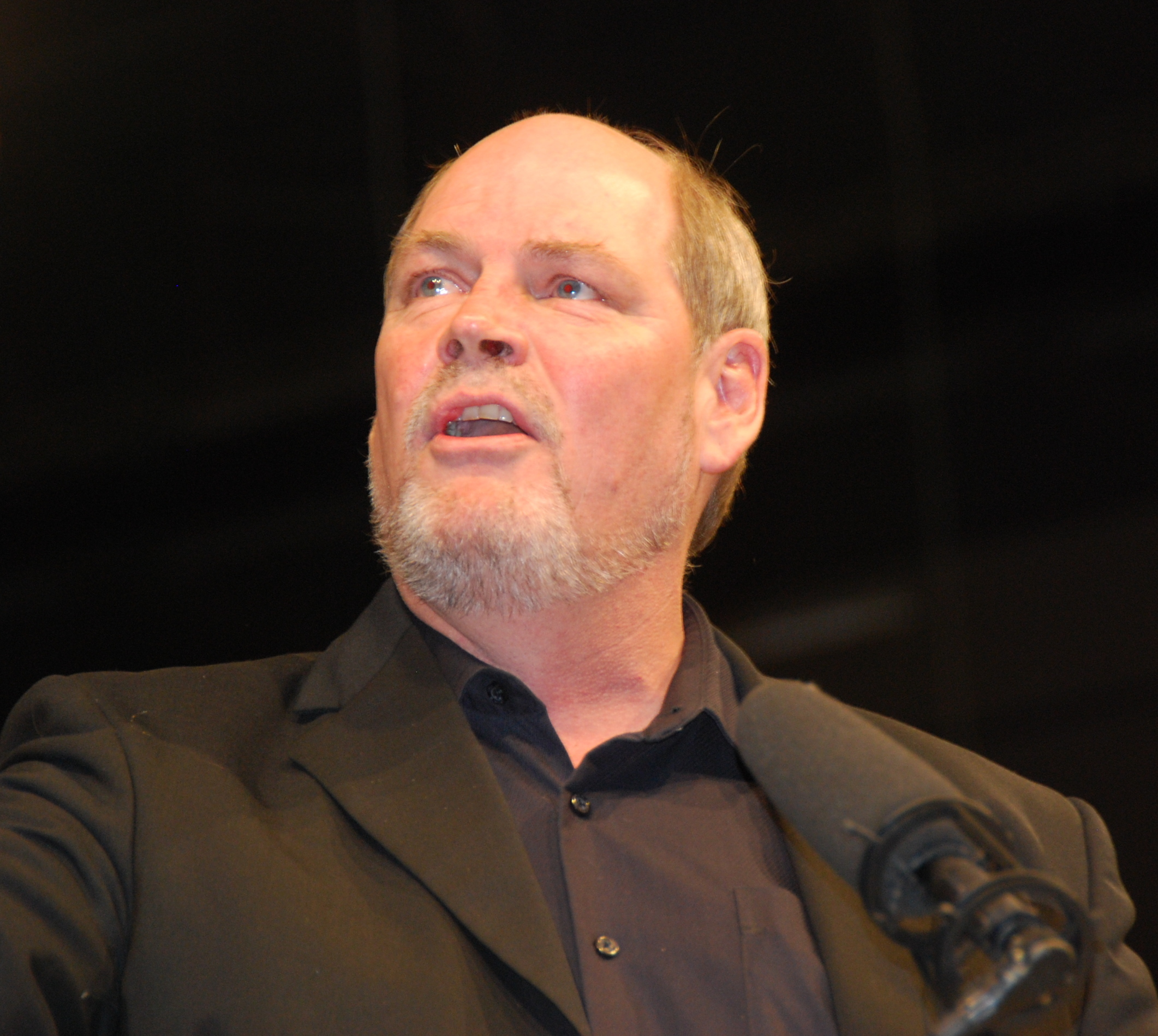
Carsten Hansen (2011)

Carsten Mogens Hansen (* 10. Januar 1957 in Odense) ist ein dänischer Politiker der Socialdemokraterne (dän. Sozialdemokraten) und wurde am 3. Oktober 2011 als Minister für Städte, Wohnen und ländlichen Raum in die erste Regierung von Ministerpräsidentin Helle Thorning-Schmidt berufen. In der Regierung Thorning-Schmidt II war er auch für Nordische Zusammenarbeit zuständig.

## Leben
Der Sohn eines Arbeiters und einer Haushaltshilfe absolvierte nach dem Schulbesuch eine Berufsausbildung zum Wärme-, Klima- und Sanitärtechniker und war anschließend als Monteur tätig, seit 1989 als Meister.
Nachdem er für die Socialdemokraterne 1995 erfolglos für ein Mandat im Folketing im Wahlkreis Odense Sydkreds kandidiert hatte, wurde er am 11. März 1998 im Wahlkreis Fyns Amtskreds erstmals zum Abgeordneten ins Folketing gewählt. 2006 stieg er zum Vorsitzenden seiner Fraktion auf. Bei der Folketingswahl 2007 kandidierte er erfolgreich im Wahlkreis Fyns Storkreds. Am 1. Oktober 2010 wurde er für eine vierjährige Amtszeit zum Staatsrevisor berufen.
Am 3. Oktober 2010 berief ihn Ministerpräsidentin Helle Thorning-Schmidt zum Minister für Städte, Wohnen und ländlichen Raum in ihre Regierung. Am 3. Februar 2014 erhielt er auch die Zuständigkeit für Nordische Zusammenarbeit. Am 18. Juni 2015 schied er aus dem dänischen Parlament und am 28. Juni mit Rücktritt der Regierung auch aus dem Ministeramt aus.
Im Oktober 2015 verkündete er offiziell seinen Rückzug aus der Politik und arbeitete als Lobbyist – zunächst in der großen Lobbyfirma Rud Pedersen und später als unabhängiger Berater.
Im April 2018 kehrte er als Mutterschaftsvertretung für Trine Bramsen als Justizsprecher der Socialdemokraterne zurück.